# Kalna (obwód chmielnicki)
Kalna (ukr. Кальна, hist. pol. Kalna-Derażnia) – wieś na Ukrainie, w obwodzie chmielnickim, w rejonie chmielnickim, w hromadzie Derażnia. W 2001 liczyła 673 mieszkańców, spośród których 656 wskazało jako ojczysty język ukraiński, 10 rosyjski, a 7 mołdawski.